# Doridicola helmuti
Doridicola helmuti is een eenoogkreeftjessoort uit de familie van de Rhynchomolgidae. De wetenschappelijke naam van de soort is voor het eerst geldig gepubliceerd in 2006 door Conradi, Bandera & López-González.